# Kolmårdssanatoriet
Kolmårdssanatoriet var en tuberkulosanstalt strax väster om Krokek för Östergötlands län och Norrköpings stad.

## Historik

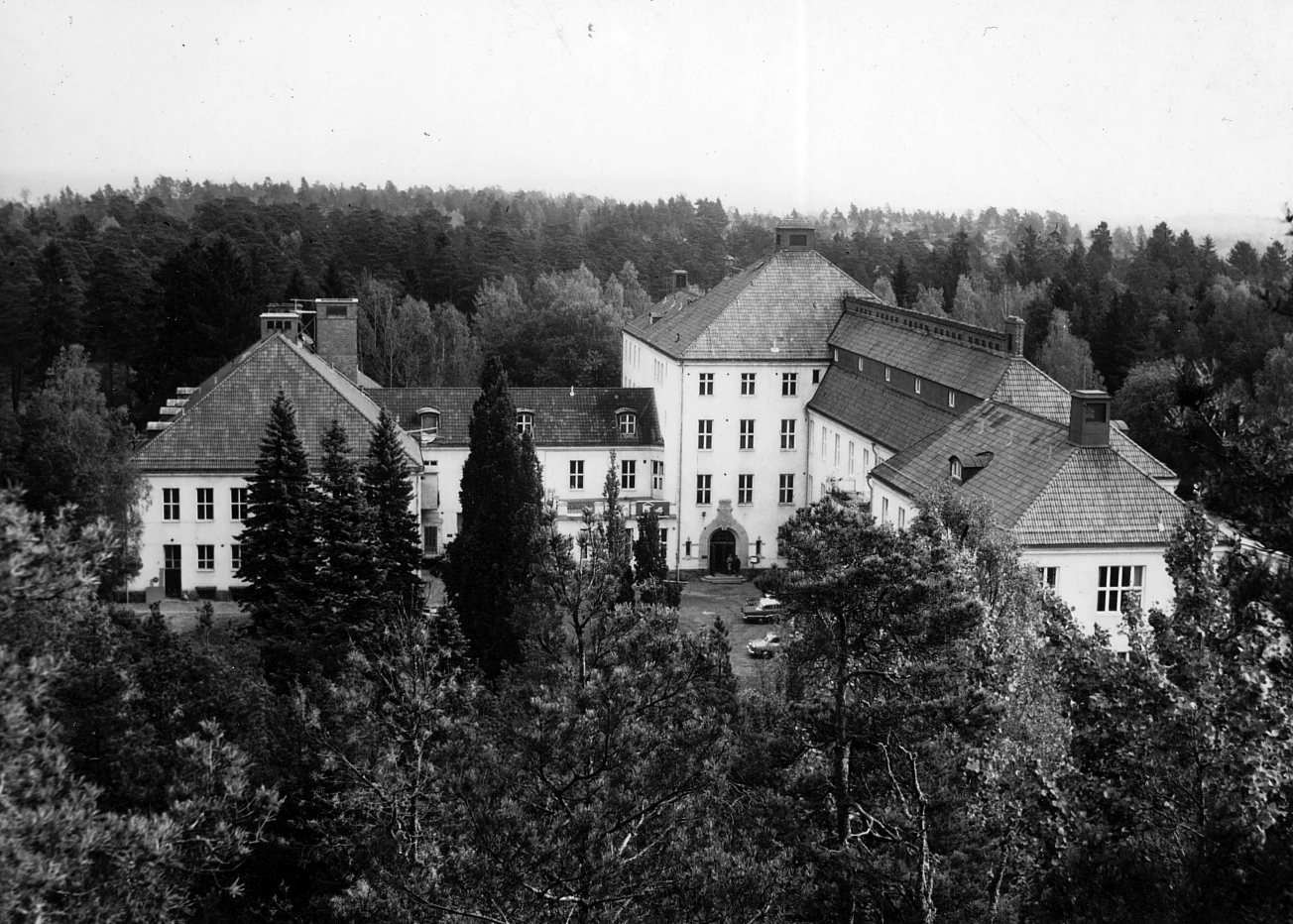
Kolmårdssanatoriet

Runt sekelskiftet 1900 började man i Sverige att bygga ut  tuberkulosvården. Det första sanatoriet i Sverige öppnades 1891 i Mörsil i Åre kommun. I Östergötland byggdes det första sanatoriet i Stratomta utanför Linköping vilket invigdes 1907. Sanatoriet hade plats för ett trettiotal patienter. Under första världskriget byggdes ytterligare ett sanatorium i länet i Kolmården utanför Norrköping. Det var Norrköpings kommun och Östergötlands läns landsting som 1913 fattade beslut om byggnationen. Kolmårdssanatoriet var färdigbyggt 1918 och tog emot sina första patienter.

## Sanatoriet
Landshövdingen, biskopen och ett flertal av länets riksdagsmän deltog när sanatoriet invigdes den 25 april 1918. Det hade då 180 vårdplatser för patienter med lungtuberkulos och hade kostat 1 725 000 kronor att bygga. Under åren 1930 till 1950 var antalet vårdplatser 228 för att år 1960 återgå till 186. År 1962 byttes namnet till Kolmårdssjukhuset, där det endast bedrevs lungsjukvård till 1966. Då öppnades där en långvårdsklinik. År 1967 återinträdde Norrköpings stad, som varit landstingsfritt, i landstinget. Landstinget blev därefter ensam huvudman. Ingvar Ståhle var överläkare och styresman från 1949 till sin pensionering 1976, då lungsjukvården flyttades till Linköpings centrallasarett. Han införde nya behandlingsmetoder, t.ex. lungkirurgiska ingrepp vid avancerad tuberkulos med hjälp av tillrest thoraxkirurg.

## Arkivhandlingar
Arkivet för Kolmårdssanatoriet (1918-1978) förvaltas av Regionarkivet i Östergötland. Arkivet består till störst del av patientjournaler men innefattar även protokoll, personalhandlingar, bygghandlingar, verifikationer, årsberättelser med mera.

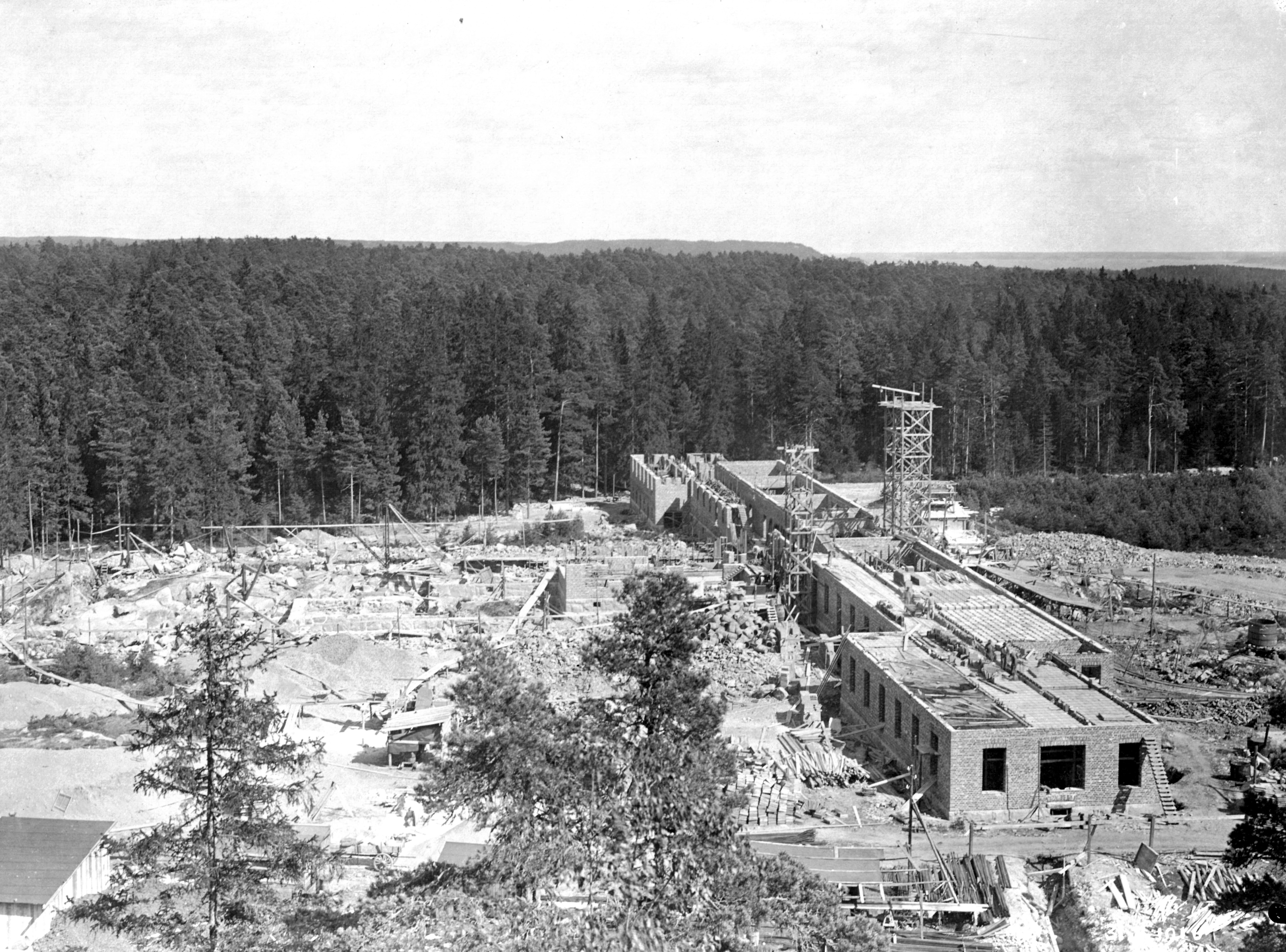
Kolmårdssanatoriet 1916
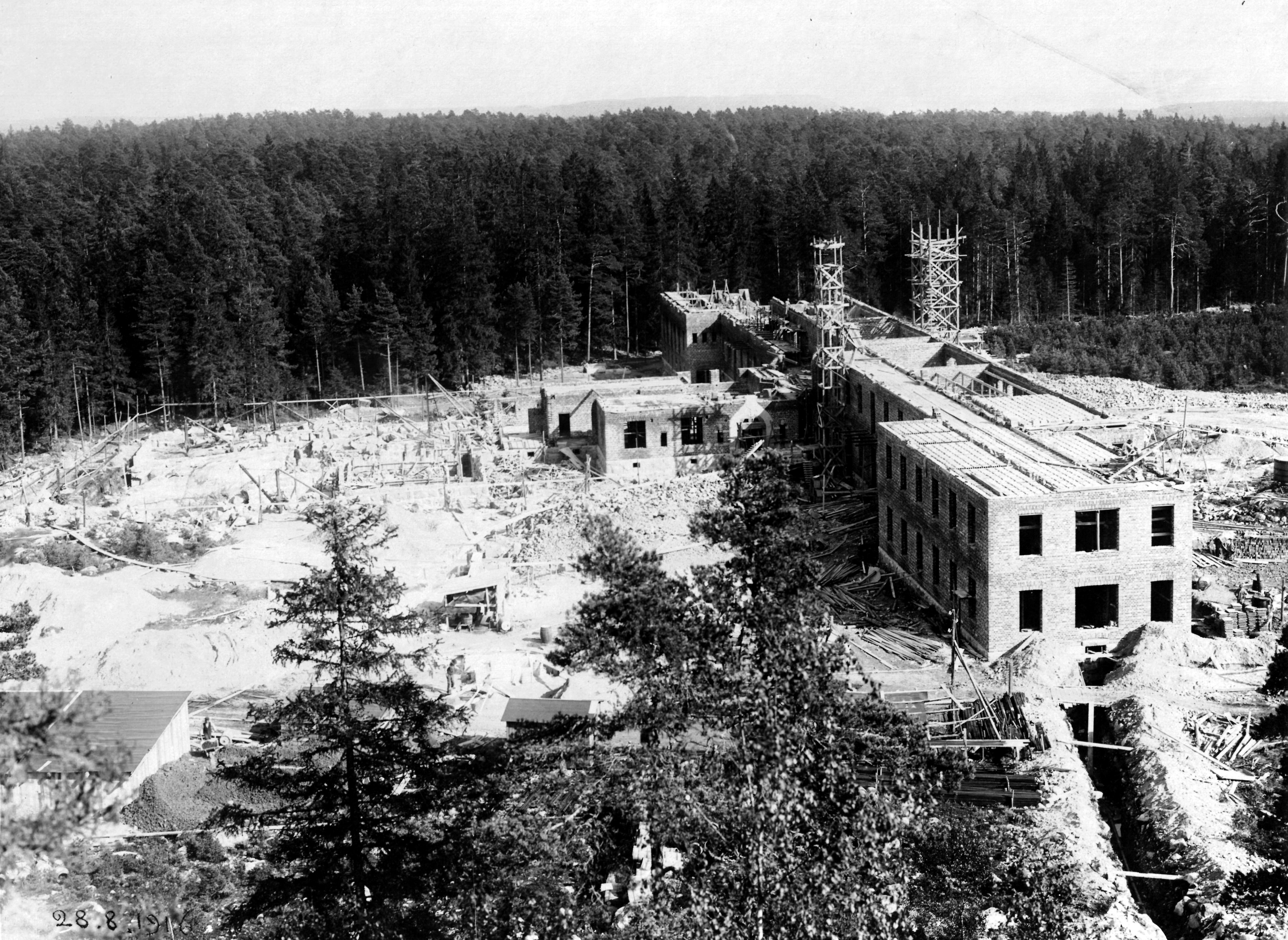
Kolmårdssanatoriet 1916
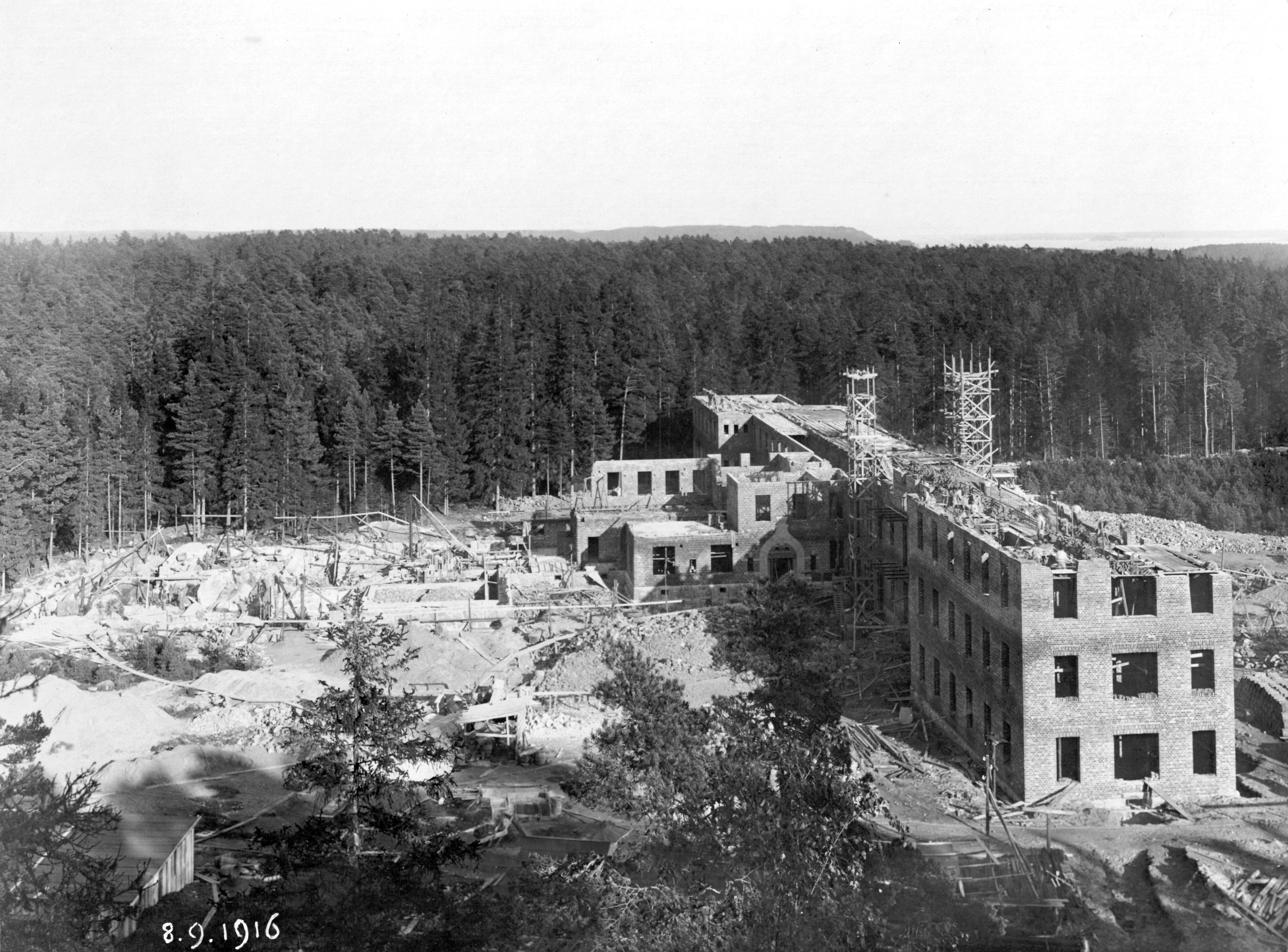
Kolmårdssanatoriet 1916

## Fångvårdsanstalt
År 2004 öppnades anstalten Kolmården i det tidigare sanatoriet.